# Stadion Centralny w Murmańsku
Stadion Centralny – wielofunkcyjny stadion w Murmańsku, w Rosji. Budowę obiektu ukończono 17 lipca 1960 roku. Stadion może pomieścić 10 064 widzów. Swoje spotkania rozgrywa na nim drużyna Siewier Murmańsk.